# New York (Angel Haze)
New York è il singolo di debutto della cantante statunitense Angel Haze, il singolo è stato pubblicato il 8 ottobre 2012. Il brano è scritto dalla cantante stessa e William "The 83rd" McNair che ha anche prodotto la canzone. La canzone è stata inclusa inizialmente nel terzo mixtape Reservation, e poi inclusa nel suo EP New York e dopo nella edizione deluxe del suo album di debutto Dirty Gold.

## Classifiche
| Classifica (2012) | Posizione massima |
| ----------------- | ----------------- |
| Regno Unito       | 58                |
| Regno Unito       | 12                |